# Sander Vossan Eriksen
Sander Vossan Eriksen (ur. 29 grudnia 2000) – norweski skoczek narciarski, reprezentant klubu Bækkelaget SK. Srebrny medalista mistrzostw świata juniorów (2019 i 2020), uczestnik mistrzostw świata w lotach (2020).

## Przebieg kariery
W FIS Cupie zadebiutował w lipcu 2018 w Villach, a pierwsze punkty zdobył w grudniu 2018 w Notodden, zajmując miejsca w trzeciej dziesiątce. Wystąpił na Mistrzostwach Świata Juniorów w Narciarstwie Klasycznym 2019, gdzie zajął 12. miejsce indywidualnie, a w drużynowym konkursie mężczyzn zdobył srebrny medal. 5 lipca 2019 zadebiutował w Letnim Pucharze Kontynentalnym, zajmując 36. miejsce w Kranju. Pierwsze punkty zdobył tydzień później w Szczuczyńsku zajmując 22. i 6. lokatę. 23 sierpnia 2019 zadebiutował w konkursie Letniego Grand Prix w Hakubie, zajmując 26. miejsce. W zimowej części sezonu 2019/2020 w Pucharze Kontynentalnym najwyżej klasyfikowany był na 7. miejscu. W marcu 2020 po raz drugi wystartował na mistrzostwach świata juniorów, gdzie zdobył srebrny medal w konkursie indywidualnym oraz w drużynie mieszanej, a w drużynie męskiej zajął 4. lokatę.
W sierpniu 2020 w Wiśle zajął 8. miejsce w konkursie Letniego Grand Prix, a we wrześniu na tej samej skoczni dwukrotnie kończył zawody Letniego Pucharu Kontynentalnego na 2. pozycji. 22 listopada 2020 w swoim debiucie w Pucharze Świata, również w Wiśle, zajął 13. miejsce, tym samym zdobywając pierwsze punkty cyklu. W pierwszej połowie sezonu 2020/2021 regularnie startował w Pucharze Świata. W najlepszym występie, 6 grudnia 2020, zajął 12. pozycję w zawodach w Niżnym Tagile. Wystąpił na mistrzostwach świata w lotach narciarskich w 2020, zajmując 28. lokatę indywidualnie. Od stycznia 2021 do końca sezonu występował w Pucharze Kontynentalnym, w którym najwyżej klasyfikowany był na 4. miejscu.
Zimą 2021/2022 nie występował na arenie międzynarodowej. W zawodach organizowanych przez FIS po raz ostatni wystartował w grudniu 2022, zajmując 27. i 31. miejsce w konkursach Pucharu Kontynentalnego w Vikersund. W kwietniu 2023 poinformował o zakończeniu kariery sportowej. Dołączył następnie do sztabu trenerskiego reprezentacji Norwegii.

## Mistrzostwa świata w lotach

### Indywidualnie
| 2020 Planica | – | 28. miejsce |

### Starty S.V. Eriksena na mistrzostwach świata w lotach – szczegółowo
| Miejsce | Dzień         | Rok  | Miejscowość | Skocznia  | Punkt K | HS     | Konkurs  | Skok 1  | Skok 2  | Skok 3  | Skok 4  | Nota      | Strata    | Zwycięzca   |
| ------- | ------------- | ---- | ----------- | --------- | ------- | ------ | -------- | ------- | ------- | ------- | ------- | --------- | --------- | ----------- |
| 28.     | 11–12 grudnia | 2020 | Planica     | Letalnica | K-200   | HS-240 | indywid. | 207,0 m | 208,0 m | 172,5 m | 198,0 m | 663,3 pkt | 213,9 pkt | Karl Geiger |

## Mistrzostwa świata juniorów

### Indywidualnie
| 2019 Lahti          | – | 12. miejsce   |
| 2020 Oberwiesenthal | – | srebrny medal |

### Drużynowo
| 2019 Lahti          | – | srebrny medal                                |
| 2020 Oberwiesenthal | – | 4. miejsce, srebrny medal (drużyna mieszana) |

### Starty S.V. Eriksena na mistrzostwach świata juniorów – szczegółowo
| Miejsce | Dzień       | Rok  | Miejscowość    | Skocznia            | Punkt K | HS     | Konkurs      | Skok 1  | Skok 2  | Nota                   | Strata   | Zwycięzca            |
| ------- | ----------- | ---- | -------------- | ------------------- | ------- | ------ | ------------ | ------- | ------- | ---------------------- | -------- | -------------------- |
| 12.     | 24 stycznia | 2019 | Lahti          | Salpausselkä        | K-90    | HS-100 | indywid.     | 91,0 m  | 92,0 m  | 227,1 pkt              | 25,0 pkt | Thomas Aasen Markeng |
| 2.      | 26 stycznia | 2019 | Lahti          | Salpausselkä        | K-90    | HS-100 | druż.        | 90,0 m  | 90,5 m  | 976,8 pkt (232,8 pkt)  | 2,9 pkt  | Niemcy               |
| 2.      | 5 marca     | 2020 | Oberwiesenthal | Fichtelbergschanzen | K-95    | HS-105 | indywid.     | 92,5 m  | 108,0 m | 230,9 pkt              | 7,4 pkt  | Peter Resinger       |
| 4.      | 7 marca     | 2020 | Oberwiesenthal | Fichtelbergschanzen | K-95    | HS-105 | druż.        | 101,5 m | 102,0 m | 813,3 pkt (233,0 pkt)  | 87,0 pkt | Słowenia             |
| 2.      | 8 marca     | 2020 | Oberwiesenthal | Fichtelbergschanzen | K-95    | HS-105 | druż. miesz. | 100,5 m | 103,5 m | 1021,7 pkt (280,4 pkt) | 1,6 pkt  | Austria              |

## Puchar Świata

### Miejsca w klasyfikacji generalnej
| Sezon     | Miejsce |
| --------- | ------- |
| 2020/2021 | 43.     |

### Miejsca w poszczególnych konkursach indywidualnychPucharu Świata
| Sezon 2020/2021 |            |            |                   |                   |                 |                 |                  |                              |                 |                     |                        |                        |                |             |                 |                 |                   |                   |                |                |             |               |               |               |        |
| Wisła HS134 | Ruka HS142 | Ruka HS142 | Niżny Tagił HS134 | Niżny Tagił HS134 | Engelberg HS140 | Engelberg HS140 | Oberstdorf HS137 | Garmisch-Partenkirchen HS142 | Innsbruck HS128 | Bischofshofen HS142 | Titisee-Neustadt HS142 | Titisee-Neustadt HS142 | Zakopane HS140 | Lahti HS130 | Willingen HS147 | Willingen HS147 | Klingenthal HS140 | Klingenthal HS140 | Zakopane HS140 | Zakopane HS140 | Râșnov HS97 | Planica HS240 | Planica HS240 | Planica HS240 | punkty |
| 13 | 31         | 34         | 19                | 12                | 22              | 47              | 50               | 41                           | 43              | q                   | -                      | -                      | -              | -           | -               | -               | -                 | -                 | -              | -              | -           | -             | -             | -             | 63     |
| Legenda |            |            |                   |                   |                 |                 |                  |                              |                 |                     |                        |                        |                |             |                 |                 |                   |                   |                |                |             |               |               |               |        |
| 1 2 3 4-10 11-30 poniżej 30 dq – dyskwalifikacja q – dyskwalifikacja w kwalifikacjach q – zawodnik nie zakwalifikował się - – zawodnik nie wystartował |            |            |                   |                   |                 |                 |                  |                              |                 |                     |                        |                        |                |             |                 |                 |                   |                   |                |                |             |               |               |               |        |

### Turniej Czterech Skoczni

#### Miejsca w klasyfikacji generalnej
| Sezon     | Miejsce |
| --------- | ------- |
| 2020/2021 | 48.     |

## Letnie Grand Prix

### Miejsca w klasyfikacji generalnej
| Sezon | Miejsce |
| ----- | ------- |
| 2019  | 64.     |
| 2020  | 13.     |
| 2021  | 87.     |

### Miejsca w poszczególnych konkursach indywidualnychLGP
| Źródło | Źródło             | Źródło           | Źródło           | Źródło           | Źródło            | Źródło          | Źródło            | Źródło | Źródło | Źródło | Źródło | Źródło | Źródło | Źródło | Źródło | Źródło | Źródło | Źródło | Źródło | Źródło | Źródło | Źródło | Źródło | Źródło | Źródło | Źródło |
| --- | ------------------ | ---------------- | ---------------- | ---------------- | ----------------- | --------------- | ----------------- | ------ | ------ | ------ | ------ | ------ | ------ | ------ | ------ | ------ | ------ | ------ | ------ | ------ | ------ | ------ | ------ | ------ | ------ | ------ |
| 2019 |                    |                  |                  |                  |                   |                 |                   |        |        |        |        |        |        |        |        |        |        |        |        |        |        |        |        |        |        |        |
| Wisła HS134 | Hinterzarten HS108 | Courchevel HS135 | Zakopane HS140   | Hakuba HS131     | Hakuba HS131      | Hinzenbach HS94 | Klingenthal HS140 | punkty |        |        |        |        |        |        |        |        |        |        |        |        |        |        |        |        |        |        |
| - | -                  | -                | -                | 26               | 31                | -               | -                 | 5      |        |        |        |        |        |        |        |        |        |        |        |        |        |        |        |        |        |        |
| 2020 |                    |                  |                  |                  |                   |                 |                   |        |        |        |        |        |        |        |        |        |        |        |        |        |        |        |        |        |        |        |
| Wisła HS134 | Wisła HS134        | punkty           | punkty           | punkty           | punkty            | punkty          | punkty            | punkty | punkty | punkty | punkty | punkty | punkty | punkty | punkty | punkty | punkty | punkty | punkty | punkty |        |        |        |        |        |        |
| 8 | 23                 | 40               | 40               | 40               | 40                | 40              | 40                | 40     | 40     | 40     | 40     | 40     | 40     | 40     | 40     | 40     | 40     | 40     | 40     | 40     |        |        |        |        |        |        |
| 2021 |                    |                  |                  |                  |                   |                 |                   |        |        |        |        |        |        |        |        |        |        |        |        |        |        |        |        |        |        |        |
| Wisła HS134 | Wisła HS134        | Courchevel HS135 | Szczuczyńsk HS99 | Szczuczyńsk HS99 | Czajkowskij HS140 | Hinzenbach HS90 | Klingenthal HS140 | punkty |        |        |        |        |        |        |        |        |        |        |        |        |        |        |        |        |        |        |
| - | -                  | 29               | -                | -                | -                 | -               | -                 | 2      |        |        |        |        |        |        |        |        |        |        |        |        |        |        |        |        |        |        |
| Legenda |                    |                  |                  |                  |                   |                 |                   |        |        |        |        |        |        |        |        |        |        |        |        |        |        |        |        |        |        |        |
| 1 2 3 4-10 11-30 poniżej 30 dq – dyskwalifikacja q – zawodnik nie zakwalifikował się - – zawodnik nie wystartował |                    |                  |                  |                  |                   |                 |                   |        |        |        |        |        |        |        |        |        |        |        |        |        |        |        |        |        |        |        |

## Puchar Kontynentalny

### Miejsca w klasyfikacji generalnej
| Sezon     | Miejsce |
| --------- | ------- |
| 2019/2020 | 26.     |
| 2020/2021 | 21.     |
| 2022/2023 | 99.     |

### Miejsca w poszczególnych konkursachPucharu Kontynentalnego
| Źródło                                                                        | Źródło          | Źródło     | Źródło          | Źródło              | Źródło              | Źródło            | Źródło            | Źródło          | Źródło          | Źródło          | Źródło            | Źródło            | Źródło            | Źródło              | Źródło              | Źródło         | Źródło              | Źródło              | Źródło              | Źródło              | Źródło         | Źródło         | Źródło      | Źródło      | Źródło | Źródło | Źródło | Źródło | Źródło | Źródło | Źródło | Źródło | Źródło | Źródło | Źródło | Źródło | Źródło | Źródło | Źródło | Źródło | Źródło | Źródło | Źródło | Źródło | Źródło | Źródło | Źródło | Źródło | Źródło | Źródło | Źródło | Źródło | Źródło | Źródło | Źródło | Źródło | Źródło | Źródło | Źródło |        |
| ----------------------------------------------------------------------------- | --------------- | ---------- | --------------- | ------------------- | ------------------- | ----------------- | ----------------- | --------------- | --------------- | --------------- | ----------------- | ----------------- | ----------------- | ------------------- | ------------------- | -------------- | ------------------- | ------------------- | ------------------- | ------------------- | -------------- | -------------- | ----------- | ----------- | ------ | ------ | ------ | ------ | ------ | ------ | ------ | ------ | ------ | ------ | ------ | ------ | ------ | ------ | ------ | ------ | ------ | ------ | ------ | ------ | ------ | ------ | ------ | ------ | ------ | ------ | ------ | ------ | ------ | ------ | ------ | ------ | ------ | ------ | ------ | ------ |
| Sezon 2019/2020                                                               |                 |            |                 |                     |                     |                   |                   |                 |                 |                 |                   |                   |                   |                     |                     |                |                     |                     |                     |                     |                |                |             |             |        |        |        |        |        |        |        |        |        |        |        |        |        |        |        |        |        |        |        |        |        |        |        |        |        |        |        |        |        |        |        |        |        |        |        |        |
| Vikersund HS117                                                               | Vikersund HS117 | Ruka HS142 | Ruka HS142      | Bischofshofen HS142 | Bischofshofen HS142 | Klingenthal HS140 | Klingenthal HS140 | Sapporo HS137   | Sapporo HS137   | Planica HS138   | Planica HS138     | Brotterode HS117  | Brotterode HS117  | Iron Mountain HS133 | Iron Mountain HS133 | Predazzo HS104 | Predazzo HS104      | Rena HS139          | Lahti HS130         | Lahti HS130         | punkty         | punkty         | punkty      | punkty      | punkty | punkty | punkty | punkty | punkty | punkty | punkty | punkty | punkty | punkty | punkty | punkty | punkty | punkty | punkty | punkty | punkty | punkty | punkty | punkty | punkty | punkty | punkty | punkty | punkty | punkty | punkty | punkty | punkty | punkty | punkty | punkty | punkty | punkty | punkty | punkty |
| 16                                                                            | 21              | -          | -               | 41                  | 34                  | 10                | 15                | -               | -               | 13              | 7                 | -                 | -                 | -                   | -                   | 13             | 11                  | -                   | -                   | -                   | 167            | 167            | 167         | 167         | 167    | 167    | 167    | 167    | 167    | 167    | 167    | 167    | 167    | 167    | 167    | 167    | 167    | 167    | 167    | 167    | 167    | 167    | 167    | 167    | 167    | 167    | 167    | 167    | 167    | 167    | 167    | 167    | 167    | 167    | 167    | 167    | 167    | 167    | 167    | 167    |
| Sezon 2020/2021                                                               |                 |            |                 |                     |                     |                   |                   |                 |                 |                 |                   |                   |                   |                     |                     |                |                     |                     |                     |                     |                |                |             |             |        |        |        |        |        |        |        |        |        |        |        |        |        |        |        |        |        |        |        |        |        |        |        |        |        |        |        |        |        |        |        |        |        |        |        |        |
| Ruka HS142                                                                    | Ruka HS142      | Ruka HS142 | Engelberg HS140 | Engelberg HS140     | Innsbruck HS128     | Innsbruck HS128   | Willingen HS147   | Willingen HS147 | Willingen HS147 | Willingen HS147 | Klingenthal HS140 | Klingenthal HS140 | Brotterode HS117  | Brotterode HS117    | Zakopane HS140      | Zakopane HS140 | Czajkowskij HS140   | Czajkowskij HS140   | punkty              | punkty              | punkty         | punkty         | punkty      | punkty      | punkty | punkty | punkty | punkty | punkty | punkty | punkty | punkty | punkty | punkty | punkty | punkty | punkty | punkty | punkty | punkty | punkty | punkty | punkty | punkty | punkty | punkty | punkty | punkty | punkty | punkty | punkty | punkty | punkty | punkty | punkty | punkty | punkty | punkty |        |        |
| -                                                                             | -               | -          | -               | -                   | 34                  | 43                | 13                | 54              | 11              | 6               | 4                 | 10                | 4                 | 5                   | 42                  | 25             | -                   | -                   | 261                 | 261                 | 261            | 261            | 261         | 261         | 261    | 261    | 261    | 261    | 261    | 261    | 261    | 261    | 261    | 261    | 261    | 261    | 261    | 261    | 261    | 261    | 261    | 261    | 261    | 261    | 261    | 261    | 261    | 261    | 261    | 261    | 261    | 261    | 261    | 261    | 261    | 261    | 261    | 261    |        |        |
| Sezon 2022/2023                                                               |                 |            |                 |                     |                     |                   |                   |                 |                 |                 |                   |                   |                   |                     |                     |                |                     |                     |                     |                     |                |                |             |             |        |        |        |        |        |        |        |        |        |        |        |        |        |        |        |        |        |        |        |        |        |        |        |        |        |        |        |        |        |        |        |        |        |        |        |        |
| Vikersund HS117                                                               | Vikersund HS117 | Ruka HS142 | Ruka HS142      | Engelberg HS140     | Engelberg HS140     | Planica HS138     | Planica HS138     | Sapporo HS137   | Sapporo HS137   | Sapporo HS137   | Eisenerz HS109    | Eisenerz HS109    | Klingenthal HS140 | Klingenthal HS140   | Rena HS139          | Rena HS139     | Iron Mountain HS133 | Iron Mountain HS133 | Iron Mountain HS133 | Iron Mountain HS133 | Zakopane HS140 | Zakopane HS140 | Lahti HS130 | Lahti HS130 | punkty |        |        |        |        |        |        |        |        |        |        |        |        |        |        |        |        |        |        |        |        |        |        |        |        |        |        |        |        |        |        |        |        |        |        |        |
| 27                                                                            | 31              | -          | -               | -                   | -                   | -                 | -                 | -               | -               | -               | -                 | -                 | -                 | -                   | -                   | -              | -                   | -                   | -                   | -                   | -              | -              | -           | -           | 4      |        |        |        |        |        |        |        |        |        |        |        |        |        |        |        |        |        |        |        |        |        |        |        |        |        |        |        |        |        |        |        |        |        |        |        |
| Legenda                                                                       |                 |            |                 |                     |                     |                   |                   |                 |                 |                 |                   |                   |                   |                     |                     |                |                     |                     |                     |                     |                |                |             |             |        |        |        |        |        |        |        |        |        |        |        |        |        |        |        |        |        |        |        |        |        |        |        |        |        |        |        |        |        |        |        |        |        |        |        |        |
| 1 2 3 4-10 11-30 poniżej 30 dq – dyskwalifikacja - – zawodnik nie wystartował |                 |            |                 |                     |                     |                   |                   |                 |                 |                 |                   |                   |                   |                     |                     |                |                     |                     |                     |                     |                |                |             |             |        |        |        |        |        |        |        |        |        |        |        |        |        |        |        |        |        |        |        |        |        |        |        |        |        |        |        |        |        |        |        |        |        |        |        |        |

## Letni Puchar Kontynentalny

### Miejsca w klasyfikacji generalnej
| Sezon | Miejsce |
| ----- | ------- |
| 2019  | 20.     |
| 2020  | 2.      |

### Miejsca na podium w konkursach indywidualnych LPK chronologicznie
| Nr | Dzień       | Rok  | Miejscowość | Skocznia          | Punkt K | HS     | Skok 1  | Skok 2  | Nota      | Lok. | Strata  | Zwycięzca     |
| -- | ----------- | ---- | ----------- | ----------------- | ------- | ------ | ------- | ------- | --------- | ---- | ------- | ------------- |
| 1. | 18 września | 2020 | Wisła       | im. Adama Małysza | K-120   | HS-134 | 126,5 m | 135,0 m | 251,1 pkt | 2.   | 3,8 pkt | Martin Hamann |
| 2. | 19 września | 2020 | Wisła       | im. Adama Małysza | K-120   | HS-134 | 129,5 m | 123,0 m | 257,6 pkt | 2.   | 5,1 pkt | Martin Hamann |

### Miejsca w poszczególnych konkursachLetniego Pucharu Kontynentalnego
| Źródło                                                                        | Źródło      | Źródło            | Źródło            | Źródło      | Źródło      | Źródło         | Źródło         | Źródło      | Źródło      | Źródło            | Źródło            | Źródło      | Źródło      | Źródło            | Źródło            | Źródło | Źródło | Źródło | Źródło | Źródło | Źródło | Źródło | Źródło | Źródło | Źródło | Źródło |
| ----------------------------------------------------------------------------- | ----------- | ----------------- | ----------------- | ----------- | ----------- | -------------- | -------------- | ----------- | ----------- | ----------------- | ----------------- | ----------- | ----------- | ----------------- | ----------------- | ------ | ------ | ------ | ------ | ------ | ------ | ------ | ------ | ------ | ------ | ------ |
| 2019                                                                          |             |                   |                   |             |             |                |                |             |             |                   |                   |             |             |                   |                   |        |        |        |        |        |        |        |        |        |        |        |
| Kranj HS109                                                                   | Kranj HS109 | Szczuczyńsk HS140 | Szczuczyńsk HS140 | Wisła HS134 | Wisła HS134 | Frenštát HS106 | Frenštát HS106 | Râșnov HS97 | Râșnov HS97 | Lillehammer HS140 | Lillehammer HS140 | Stams HS115 | Stams HS115 | Klingenthal HS140 | Klingenthal HS140 | punkty |        |        |        |        |        |        |        |        |        |        |
| 36                                                                            | 31          | 22                | 6                 | 6           | 10          | -              | -              | 20          | 25          | 10                | 18                | 14          | 19          | 39                | 39                | 201    |        |        |        |        |        |        |        |        |        |        |
| 2020                                                                          |             |                   |                   |             |             |                |                |             |             |                   |                   |             |             |                   |                   |        |        |        |        |        |        |        |        |        |        |        |
| Wisła HS134                                                                   | Wisła HS134 | punkty            | punkty            | punkty      | punkty      | punkty         | punkty         | punkty      | punkty      | punkty            | punkty            | punkty      | punkty      | punkty            | punkty            | punkty | punkty | punkty | punkty | punkty |        |        |        |        |        |        |
| 2                                                                             | 2           | 160               | 160               | 160         | 160         | 160            | 160            | 160         | 160         | 160               | 160               | 160         | 160         | 160               | 160               | 160    | 160    | 160    | 160    | 160    |        |        |        |        |        |        |
| Legenda                                                                       |             |                   |                   |             |             |                |                |             |             |                   |                   |             |             |                   |                   |        |        |        |        |        |        |        |        |        |        |        |
| 1 2 3 4-10 11-30 poniżej 30 dq – dyskwalifikacja - − zawodnik nie wystartował |             |                   |                   |             |             |                |                |             |             |                   |                   |             |             |                   |                   |        |        |        |        |        |        |        |        |        |        |        |

## FIS Cup

### Miejsca w klasyfikacji generalnej
| Sezon     | Miejsce |
| --------- | ------- |
| 2018/2019 | 127.    |
| 2019/2020 | 40.     |
| 2021/2022 | 155.    |

### Miejsca na podium w konkursach indywidualnych FIS Cupu chronologicznie
| Nr | Dzień      | Rok  | Miejscowość | Skocznia      | Punkt K | HS    | Skok 1 | Skok 2 | Nota      | Lok. | Strata   | Zwycięzca     |
| -- | ---------- | ---- | ----------- | ------------- | ------- | ----- | ------ | ------ | --------- | ---- | -------- | ------------- |
| 1. | 13 grudnia | 2019 | Notodden    | Tveitanbakken | K-90    | HS-98 | 93,5 m | 94,0 m | 243,7 pkt | 3.   | 12,1 pkt | Stefan Rainer |

### Miejsca w poszczególnych konkursachFIS Cupu
| Źródło                                                                        | Źródło        | Źródło           | Źródło           | Źródło           | Źródło           | Źródło           | Źródło           | Źródło          | Źródło          | Źródło         | Źródło         | Źródło        | Źródło        | Źródło               | Źródło               | Źródło         | Źródło         | Źródło         | Źródło         | Źródło       | Źródło        | Źródło        | Źródło | Źródło | Źródło | Źródło | Źródło | Źródło | Źródło | Źródło | Źródło | Źródło | Źródło | Źródło | Źródło | Źródło | Źródło | Źródło | Źródło |        |
| ----------------------------------------------------------------------------- | ------------- | ---------------- | ---------------- | ---------------- | ---------------- | ---------------- | ---------------- | --------------- | --------------- | -------------- | -------------- | ------------- | ------------- | -------------------- | -------------------- | -------------- | -------------- | -------------- | -------------- | ------------ | ------------- | ------------- | ------ | ------ | ------ | ------ | ------ | ------ | ------ | ------ | ------ | ------ | ------ | ------ | ------ | ------ | ------ | ------ | ------ | ------ |
| Sezon 2018/2019                                                               |               |                  |                  |                  |                  |                  |                  |                 |                 |                |                |               |               |                      |                      |                |                |                |                |              |               |               |        |        |        |        |        |        |        |        |        |        |        |        |        |        |        |        |        |        |
| Villach HS98                                                                  | Villach HS98  | Szczyrk HS106    | Szczyrk HS106    | Râșnov HS97      | Râșnov HS97      | Notodden HS100   | Notodden HS100   | Park City HS100 | Park City HS100 | Zakopane HS140 | Zakopane HS140 | Planica HS102 | Planica HS102 | Rastbüchl HS78       | Rastbüchl HS78       | Villach HS98   | Villach HS98   | punkty         | punkty         | punkty       | punkty        | punkty        | punkty | punkty | punkty | punkty | punkty | punkty | punkty | punkty | punkty | punkty | punkty | punkty | punkty | punkty |        |        |        |        |
| 45                                                                            | 47            | -                | -                | -                | -                | 28               | 21               | -               | -               | -              | -              | -             | -             | -                    | -                    | -              | -              | 13             | 13             | 13           | 13            | 13            | 13     | 13     | 13     | 13     | 13     | 13     | 13     | 13     | 13     | 13     | 13     | 13     | 13     | 13     |        |        |        |        |
| Sezon 2019/2020                                                               |               |                  |                  |                  |                  |                  |                  |                 |                 |                |                |               |               |                      |                      |                |                |                |                |              |               |               |        |        |        |        |        |        |        |        |        |        |        |        |        |        |        |        |        |        |
| Szczyrk HS104                                                                 | Szczyrk HS104 | Szczuczyńsk HS99 | Szczuczyńsk HS99 | Ljubno HS94      | Ljubno HS94      | Pjongczang HS109 | Pjongczang HS109 | Râșnov HS97     | Râșnov HS97     | Villach HS98   | Villach HS98   | Notodden HS98 | Notodden HS98 | Oberwiesenthal HS105 | Oberwiesenthal HS105 | Zakopane HS140 | Zakopane HS140 | Rastbüchl HS78 | Rastbüchl HS78 | Villach HS98 | Villach HS98  | punkty        | punkty | punkty | punkty | punkty | punkty | punkty | punkty | punkty | punkty | punkty | punkty | punkty | punkty | punkty | punkty | punkty | punkty | punkty |
| -                                                                             | -             | -                | -                | -                | -                | -                | -                | -               | -               | -              | -              | 3             | 4             | -                    | -                    | -              | -              | -              | -              | -            | -             | 110           | 110    | 110    | 110    | 110    | 110    | 110    | 110    | 110    | 110    | 110    | 110    | 110    | 110    | 110    | 110    | 110    | 110    | 110    |
| Sezon 2021/2022                                                               |               |                  |                  |                  |                  |                  |                  |                 |                 |                |                |               |               |                      |                      |                |                |                |                |              |               |               |        |        |        |        |        |        |        |        |        |        |        |        |        |        |        |        |        |        |
| Otepää HS97                                                                   | Otepää HS97   | Kuopio HS100     | Kuopio HS127     | Einsiedeln HS117 | Einsiedeln HS117 | Ljubno HS94      | Ljubno HS94      | Villach HS98    | Villach HS98    | Lahti HS100    | Lahti HS100    | Falun HS100   | Falun HS100   | Kandersteg HS106     | Kandersteg HS106     | Notodden HS98  | Notodden HS98  | Zakopane HS105 | Villach HS98   | Villach HS98 | Oberhof HS100 | Oberhof HS100 | punkty |        |        |        |        |        |        |        |        |        |        |        |        |        |        |        |        |        |
| -                                                                             | -             | -                | -                | -                | -                | -                | -                | -               | -               | -              | -              | 25            | dq            | -                    | -                    | -              | -              | -              | -              | -            | -             | -             | 6      |        |        |        |        |        |        |        |        |        |        |        |        |        |        |        |        |        |
| Legenda                                                                       |               |                  |                  |                  |                  |                  |                  |                 |                 |                |                |               |               |                      |                      |                |                |                |                |              |               |               |        |        |        |        |        |        |        |        |        |        |        |        |        |        |        |        |        |        |
| 1 2 3 4-10 11-30 poniżej 30 dq – dyskwalifikacja - − zawodnik nie wystartował |               |                  |                  |                  |                  |                  |                  |                 |                 |                |                |               |               |                      |                      |                |                |                |                |              |               |               |        |        |        |        |        |        |        |        |        |        |        |        |        |        |        |        |        |        |